# Línea 7 (Paraná)
Línea 7 es una línea de transporte urbano de pasajeros de la ciudad de Paraná, Argentina. El servicio está actualmente operado por Buses Paraná U.T.E. (T. Mariano Moreno S.R.L./ERSA Urbano). Esta línea pertenece al Grupo 2.

## Recorrido
Nuevo recorrido vigente desde 20/01/2025.        Suprime en la ida por zona centro cívico la rotonda a la manzana de calles Cura Álvarez y Leandro N. Além, ahora transitando directo por Avda. Echagüe, Pte. Perón y habitual. 

### Ramal Único: Barrio Anacleto Medina Sur - Barrio A.A.T.R.A. III
Ida: Desde Luis Palma y Los Chanas, Luis Palma, Los Yaros, Indios Bohanes, Los Chanas, Facundo, Los Jacarandaes, 1.º de Mayo, Los Minuanes, Germán Burmeister, Don Segundo Sombra, República de Siria, República del Líbano, Germán Burmeister, Ameghino, Patagonia, Cervantes, Córdoba, Libertad, España, 25 de Mayo, Avda. Pascual Echagüe, Pte. Perón, Santa Cruz, Uruguay, Avda. Francisco Ramírez, Avda. Don Bosco, Suipacha, Dr. Gómez del Río, Ayacucho, Mártires de la Defensa de Madrid, Bvard. de los Constituyentes, Avda. Don Bosco, Colectora Oeste Avda. José Hernández hasta Alte. Brown.
Vuelta: Desde Colectora Oeste Avda. José Hernández y Alte. Brown, Alte. Brown, Gdor. Manuel Crespo, Avda. Don Bosco, Bvard. de los Constituyentes, Mártires de la Defensa de Madrid, Ayacucho, Dr. Gómez del Río, Suipacha, Avda. Don Bosco, Avda. Francisco Ramírez, 25 de Mayo, Gral. Belgrano, Salta, La Paz, Laprida, Córdoba, 25 de Junio, Bvard. Sarmiento, Gral. Urquiza, Ameghino, Germán Burmeister, República del Líbano, República de Siria, Don Segundo Sombra, Germán Burmeister, Los Minuanes, 1.º de Mayo, Los Jacarandaes, Facundo, Los Chanas hasta Luis Palma.
- Longitud: 27,3km

## Puntos de Interés dentro del recorrido
- Barrio Anacleto Medina
- Escuela Integral N°21 "Celia Ortíz de Montoya"
- Plaza de los Olivos
- Estadio Club A. San Miguel
- Escuela Secundaria Nº18 "Brigadier J. M. de Rosas"
- Escuela Secundaria Nº28 "Nuestra Sra. de Guadalupe"
- Estadio Club Sportivo Urquiza
- Puente Blanco
- Cementerio Municipal de Paraná
- Casa de Gobierno (a 100 mts.)
- Plaza 1.º de Mayo
- Terminal de Ómnibus (a 200 mts.)
- Hospital General San Martín (a 100 mts.)
- Colegio Don Bosco
- Club Don Bosco
- Escuela Hogar "Eva Perón"
- Atlético Echagüe Club
- Plaza Alberdi
- Hospital Infantil San Roque (a 200 mts.)
- Plaza Alvear

## Paradas
Horarios actualizados a febrero de 2024 «Horarios Línea 7». - Paradas actualizadas a enero de 2025 «Recorrido Línea 7».
IDA:
- 01 - Los Chanas y Luis Palma (Barrio Anacleto Medina Sur)
- 02 - Los Chanas y San Antonio Gianelli
- 03 - Los Chanas y Facundo
- 04 - Los Jacarandaes y Gral. Galán
- 05 - Los Jacarandaes y Estefanía Kien de Sosula
- 06 - Los Jacarandaes y 1.º de Mayo
- 07 - 1.º de Mayo y Enrique Acebal
- 08 - 1.º de Mayo y Germán Burmeister (Esc. Sec. Nº18 "Brigadier J. M. de Rosas" / Estadio Club San Miguel)
- 09 - Germán Burmeister y Ñandubay
- 10 - Germán Burmeister y Don Segundo Sombra
- 11 - Don Segundo Sombra y República de Siria
- 12 - República de Siria y Base Alférez Sobral (Esc. Sec. Nº28 "Nuestra Sra. de Guadalupe")
- 13 - República del Líbano y Germán Burmeister
- 14 - Germán Burmeister y Florentino Ameghino (Estadio Club Sportivo Urquiza)
- 15 - Florentino Ameghino y Enrique Acebal
- 16 - Florentino Ameghino e Ituzaingó
- 17 - Florentino Ameghino y España (Cementerio Municipal)
- 18 - Florentino Ameghino y Gral. Urquiza
- 19 - Patagonia y Cervantes
- 20 - Cervantes y Catamarca
- 21 - Cervantes y Tucumán (Escuela Primaria Nº3 "Bernardino Rivadavia")
- 22 - Córdoba y 25 de Junio
- 23 - Libertad entre Gral. Urquiza y España
- 24 - España entre Italia y Carlos Pellegrini
- 25 - 25 de Mayo entre 9 de Julio y Gral. Belgrano
- 26 - Avda. Echagüe entre Pte. Illia e Hipólito Yrigoyen
- 27 - Avda. Echagüe y Pte. Juan D. Perón
- 28 - Pte. Juan D. Perón entre Avda. Echagüe y 25 de Mayo
- 29 - Santa Cruz y Andrés Pazos
- 30 - Uruguay y Piedrabuena (Colegio Don Bosco)
- 31 - Avda. Francisco Ramírez y Cnel. Dupuy
- 32 - Avda. Don Bosco y Brasil
- 33 - Avda. Don Bosco y Sudamérica
- 34 - Avda. Don Bosco y Paula Albarracin de Sarmiento
- 35 - Batalla de Suipacha a metros de Avda. Don Bosco (Escuela Hogar Eva Perón / Club Don Bosco)
- 36 - Batalla de Suipacha y Luis Gallioli
- 37 - Batalla de Suipacha y Dr. Gómez del Río
- 38 - Dr. Gómez del Río y Profesora Cecilia Bressoud
- 39 - Dr. Gómez del Río y Ayacucho
- 40 - Ayacucho y Fraternidad
- 41 - Ayacucho y Mártires de la Defensa de Madrid (Barrio San Roque)
- 42 - Bvard. de los Constituyentes y Dr. Pintos
- 43 - Bvard. de los Constituyentes y Dr. Gómez del Río
- 44 - Bvard. de los Constituyentes y Padre Corona
- 45 - Bvard. de los Constituyentes entre Roberto Ortíz y Avda. Don Bosco
- 46 - Avda. Don Bosco y José Mármol
- 47 - Avda. Don Bosco entre Austria y Rondeau
- 48 - Avda. Don Bosco y Raúl Humberto Zaccaro
- 49 - Avda. Don Bosco y Sosa Loyola
- 50 - Avda. Don Bosco y Blas Parera
- 51 - Avda. Don Bosco y Francisco Beiró
- 52 - Avda. Don Bosco y Gdor. Manuel Crespo
- 53 - Avda. Don Bosco y Colectora Oeste Avda. Circunvalación
- 54 - Colectora Oeste Avda. Circunvalación y Gualeguay
- 55 - Almte. Brown y Colectora Oeste Avda. Circunvalación - Barrio A.A.T.R.A.

VUELTA:
- 01 - Almte. Brown y Colectora Oeste Avda. Circunvalación (Barrio A.A.T.R.A.)
- 02 - Almte. Brown y Provincia de Entre Ríos
- 03 - Almte. Brown e Islas del Ibicuy
- 04 - Almte. Brown y Gdor. Manuel Crespo
- 05 - Gdor. Manuel Crespo y Gualeguay
- 06 - Gdor. Manuel Crespo y Blas Parera
- 07 - Avda. Don Bosco y Agustín Montaño
- 08 - Avda. Don Bosco y Roque Sáenz Peña (Planta ENERSA)
- 09 - Avda. Don Bosco y H. Magallanes
- 10 - Avda. Don Bosco y Raúl Humberto Zaccaro
- 11 - Avda. Don Bosco y José Rondeau
- 12 - Avda. Don Bosco y Juan Lavalleja
- 13 - Avda. Don Bosco y José Mármol
- 14 - Bvard. de los Constituyentes entre Roberto Ortíz y Avda. Don Bosco
- 15 - Bvard. de los Constituyentes entre Padre Corona y José Mármol
- 16 - Bvard. de los Constituyentes y Dr. Gómez del Río
- 17 - Bvard. de los Constituyentes y Dr. Pintos
- 18 - Mártires de la Defensa de Madrid y Ayacucho (Barrio San Roque)
- 19 - Ayacucho entre Fraternidad y Atanacio Eguiguren
- 20 - Ayacucho y Dr. Gómez del Río
- 21 - Dr. Gómez del Río y Profesora Cecilia Bressoud
- 22 - Dr. Gómez del Río y Batalla de Suipacha
- 23 - Batalla de Suipacha y Luis Gallioli
- 24 - Batalla de Suipacha y Avda. Don Bosco
- 25 - Batalla de Suipacha y Paula Albarracin de Sarmiento
- 26 - Avda. Don Bosco y Sudamérica
- 27 - Avda. Don Bosco y Brasil
- 28 - Avda. Francisco Ramírez entre Rosario del Tala y Uruguay (Colegio Don Bosco)
- 29 - Avda. Francisco Ramírez entre Gral. Urquiza y 25 de Mayo
- 30 - 25 de Mayo y Adolfo Alsina
- 31 - 25 de Mayo y Cura Arias Montiel
- 32 - 25 de Mayo e Hipólito Yrigoyen (Estadio Atl. Echagüe Club)
- 33 - Salta entre Andrés Pazos y Gral. Urquiza (Plaza "del Bombero" Alberdi)
- 34 - Salta y Rosario del Tala (Hospital Infantil San Roque - 200 mts.)
- 35 - La Paz y San Juan
- 36 - La Paz entre Buenos Aires y Peatonal Gral. San Martín (Plaza Alvear)
- 37 - Córdoba y 25 de Junio
- 38 - 25 de Junio y Santiago del Estero
- 39 - 25 de Junio y Mendoza
- 40 - 25 de Junio y Bvard. Sarmiento (Capilla Nuestra Sra. de Lourdes)
- 41 - Gral. Urquiza y Florentino Ameghino
- 42 - Florentino Ameghino y España (Cementerio Municipal)
- 43 - Florentino Ameghino entre Atahualpa Yupanqui e Ituzaingó
- 44 - Florentino Ameghino y Enrique Acebal
- 45 - Florentino Ameghino y Germán Burmeister (Estadio Club Sportivo Urquiza)
- 46 - Germán Burmeister y República del Líbano
- 47 - República de Siria entre República del Líbano y El Resero (Esc. Sec. Nº28 "Nuestra Sra. de Guadalupe")
- 48 - República de Siria y Don Segundo Sombra
- 49 - Don Segundo Sombra y Germán Burmeister
- 50 - Germán Burmeister y Casiano Calderón
- 51 - Germán Burmeister y Ñandubay
- 52 - Los Minuanes y 1.º de Mayo (Esc. Sec. Nº18 "Brigadier J. M. de Rosas" / Estadio Club San Miguel)
- 53 - 1.º de Mayo y Los Chanas
- 54 - Los Jacarandaes y Estefanía Kien de Sosula
- 55 - Facundo y Juan Aníbal Vives
- 56 - Los Chanas y Calle 620
- 57 - Los Chanas y San Antonio Gianelli
- 58 - Los Chanas y Luis Palma - Barrio Anacleto Medina Sur

## Combinaciones
- Av. Don Bosco y Rondeau:
  - Líneas 5, 12, 16 y 20
- Av. Ramírez y Gral. Urquiza:
  - Líneas 15 y 22E
- Plaza Alberdi:
  - Líneas 3, 6, 11, 22 y 23
- Plaza Alvear:
  - Líneas 2, 6, 8, 12, 15, 20, 22E
- Casa de Gobierno:
  - Líneas 2, 4, 5, 6, 8, 9, 11, 16, 20, 22, 23 y 24
- Córdoba y 25 de Junio:
  - Líneas 6, 8, 9 y 16
- 25 de Mayo y Gral. Belgrano:
  - Líneas 4, 8, 22, 23 y 24